# Jacques Porte
Jacques Porte   (Grenoble, 20 de gener de 1910 - Chevilly-Larue, 1 de maig de 1991) fou un compositor, musicòleg i musicoterapeuta francès.
És autor d'una enciclopèdia de referència de quatre volums sobre música sacra, de diverses obres musicològiques i d'assaigs sobre el tema de la musicoteràpia. També va ser compositor i, sobretot, va intercanviar correspondència amb Nadia Boulanger.

## Escrits
- Le Pauvre Jean, partitura per a piano solista, 18 pàgines,Maig de 1938.
- Le Pauvre Jean, partitura orquestral, 41 pàgines, maig-Juny de 1938.
- Carta de Jacques Porte a Nadia Boulanger, 1957.
- Enciclopèdia de música sacra, volums 1 a 4, París, Labergerie, 1968-1971.
- Art i realitat terapèutica, París, Epi, 1973.
- Musicoteràpia i harmonia humana, Saint-Michel de Provence, Harmonia mundi, 1974.
- Musicoteràpia i flautes de bambú, amb Nicoletta Arbusti, Guy Gerbi i Eric Toriel, prefaci de Hephzibah Menuhin i Yehudi Menuhin, Lausana, Institut ma utique, 1981, 174 pàgines.
- Els efectes psicodinàmics de l'expressió a través de la música, Blois, JP Klein, 1984.